# HC Dukla Jihlava
Dukla Jihlava – czeski klub hokejowy z siedzibą w Igławie. Występuje w 1. lidze (po spadku z ekstraligi w sezonie 2004/05). Założony został w 1956 roku. W tym klubie grał w latach 1989-1990 jeden z najlepszych bramkarzy w historii hokeja, Dominik Hašek.
Sponsorem klubu jest m.in. miejscowy browar.

## Dotychczasowe nazwy
- Křídla vlastí Olomouc (1956−1957)
- ASD Dukla Jihlava (1957−1994)
- HC Dukla Jihlava (od 1994)

## Sukcesy
- Złoty medal mistrzostw Czechosłowacji (12 razy): 1967, 1968, 1969, 1970, 1971, 1972, 1974, 1982, 1983, 1984, 1985, 1991
- Srebrny medal mistrzostw Czechosłowacji (7 razy): 1966, 1973, 1977, 1979, 1980, 1986, 1987
- Brązowy medal mistrzostw Czechosłowacji (5 razy): 1962, 1964, 1975, 1976, 1988
- Puchar Spenglera (5 razy): 1965, 1966, 1968, 1978, 1982
- Mistrzostwo 1. ligi (2 razy): 2000, 2004